# 菅沼定吉
菅沼 定吉（すがぬま さだよし）は、戦国時代の武将。

## 略歴
徳川家康に仕え、元亀3年（1572年）三方ヶ原の戦いに参加。以後、田中城攻め・長篠の戦い・長久手の戦いに参加。
天正18年（1590年）の関東転封に際して武蔵国比企郡埼玉郡、下総国匝瑳郡の内、合わせて三千五十石を領する。最初期の大番頭として、文禄の役において家康の名護屋駐屯に従う。
帰国後の慶長始めに大番が家康・秀忠間に分割され、秀忠麾下となり関ヶ原の戦いでも従う。慶長11年7月17日死去、54歳。